# Raineri de Pisa
Raineri de Pisa (Pisa, República de Pisa, c. 1115-1117 - ibídem 17 de juny de 1160) va ésser un mercader pisà, que es feu eremita i monjo. És venerat com a sant per l'Església catòlica i és el sant patró de Pisa.

## Biografia
Rainerio Scacceri va néixer en una família benestant de Pisa, fill d'un mercader i navilier, Gandulfo Scacceri, i de Mingarda Buzzaccherini. De jove va viatjar com a trobador. En un dels viatges, trobà Albert, un noble cors que havia renunciat al món i havia entrat al monestir de San Vito de Pisa, dedicant-se a la caritat. Raineri quedà impressionat i canvià la seva vida, convertint-se en un model de vida cristiana. Va treballar en el comerç, com el seu pare, per tal de poder obtenir diners per pagar el passatge a Terra Santa, on volia fer un pelgrinatge. Això no obstant, aviat decidí de donar la seva fortuna als pobres i viure en la pobresa. Anà a Terra Santa i hi visqué com a eremita, demanant almoina i visitant els sants llocs.
En 1153 Raineri tornà a Pisa, portat per l'almirall Ranieri Bottacci que havia anat a Terra Santa, també, i ingressà al monestir de Sant'Andrea, i després al de San Vito. Hi prengué fama com a predicador, essent tingut ja com a persona santa. Se li atribuïren miracles i exorcismes. Va morir el 1160 amb fama de santedat i fou enterrat a la Catedral de Pisa.

## Veneració

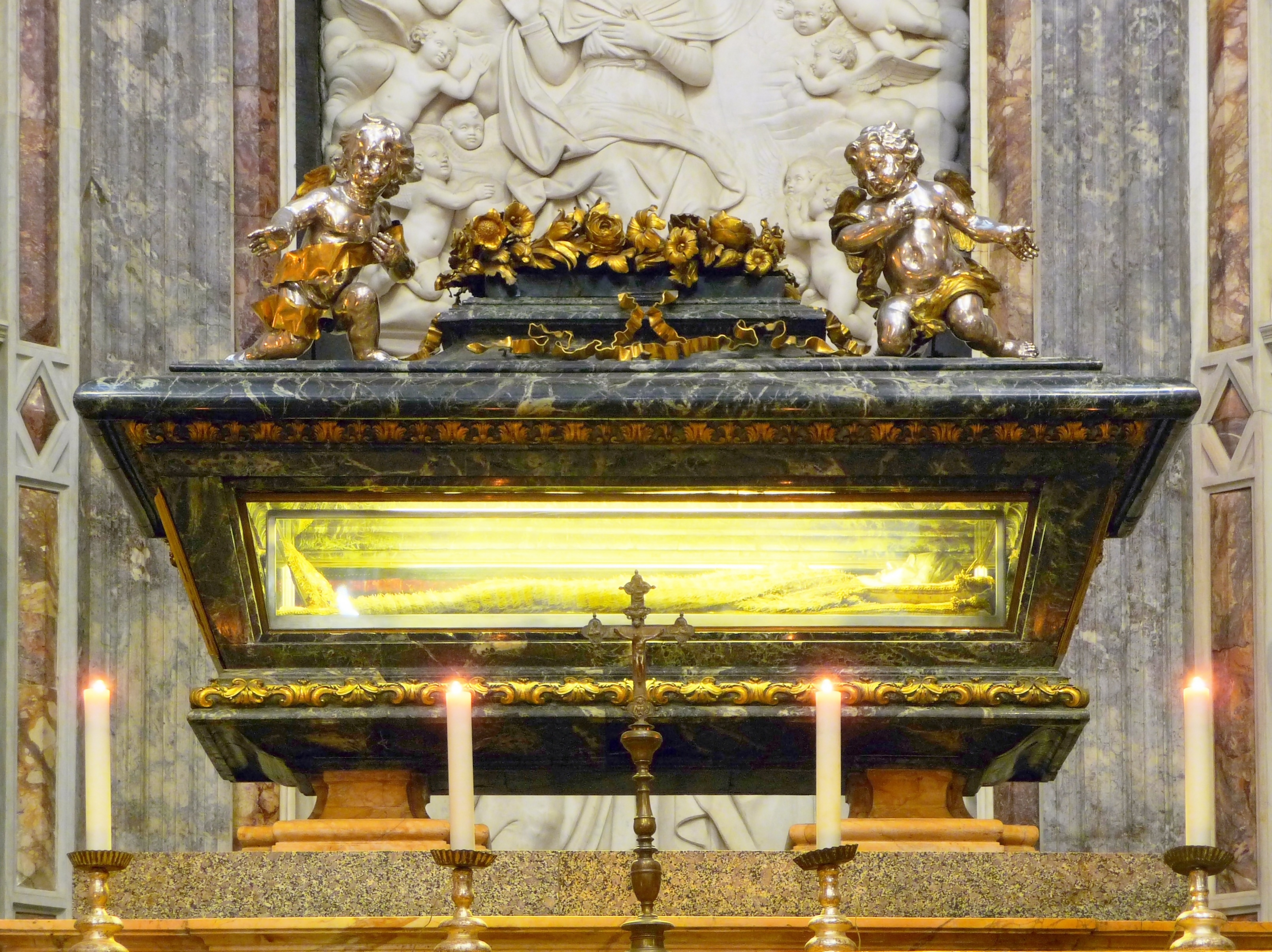
Sepulcre del sant a la Catedral de Pisa.

Entre 1161 i 1162, el canonge Benincasa de Pisa escrigué una vida del sant. Va ésser canonitzat pel papa Alexandre III. La influència de la marina pisana estengué el seu culte per la Mediterrània.
El 6 d'agost de 1284, diada de Sant Sixt II, patró de Pisa, la flota pisana va patir la pitjor derrota de la seva història a mans dels genovesos en la batalla de la Meloria. Els pisans van sentir-se traïts pel seu patró i prengueren Ranieri, que havia estat pisà, com a patró. En 1632, el canvi es confirmà i el clergat local i el bisbe, amb el consell municipal, van nomenar Rainier sant patró de la ciutat i la diòcesi. En 1689, el seu cos fou instal·lat a l'altar major de la catedral.